# Polímer reforçat amb fibra de carboni

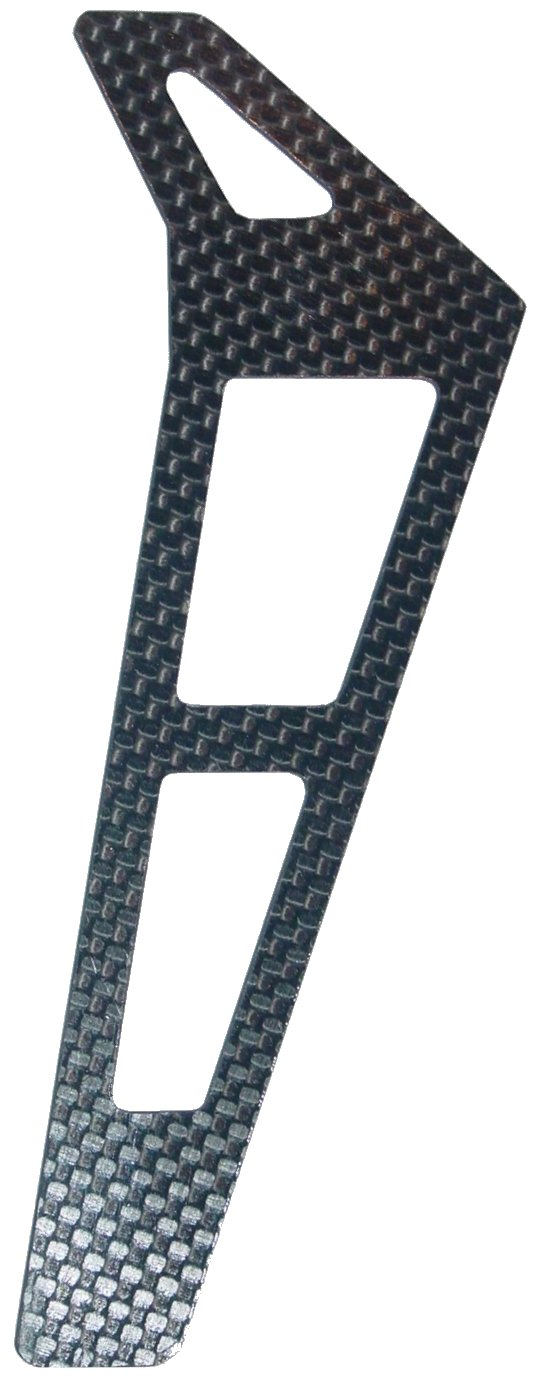
Cua d'un helicòpter radio controlat, fet de CFRP

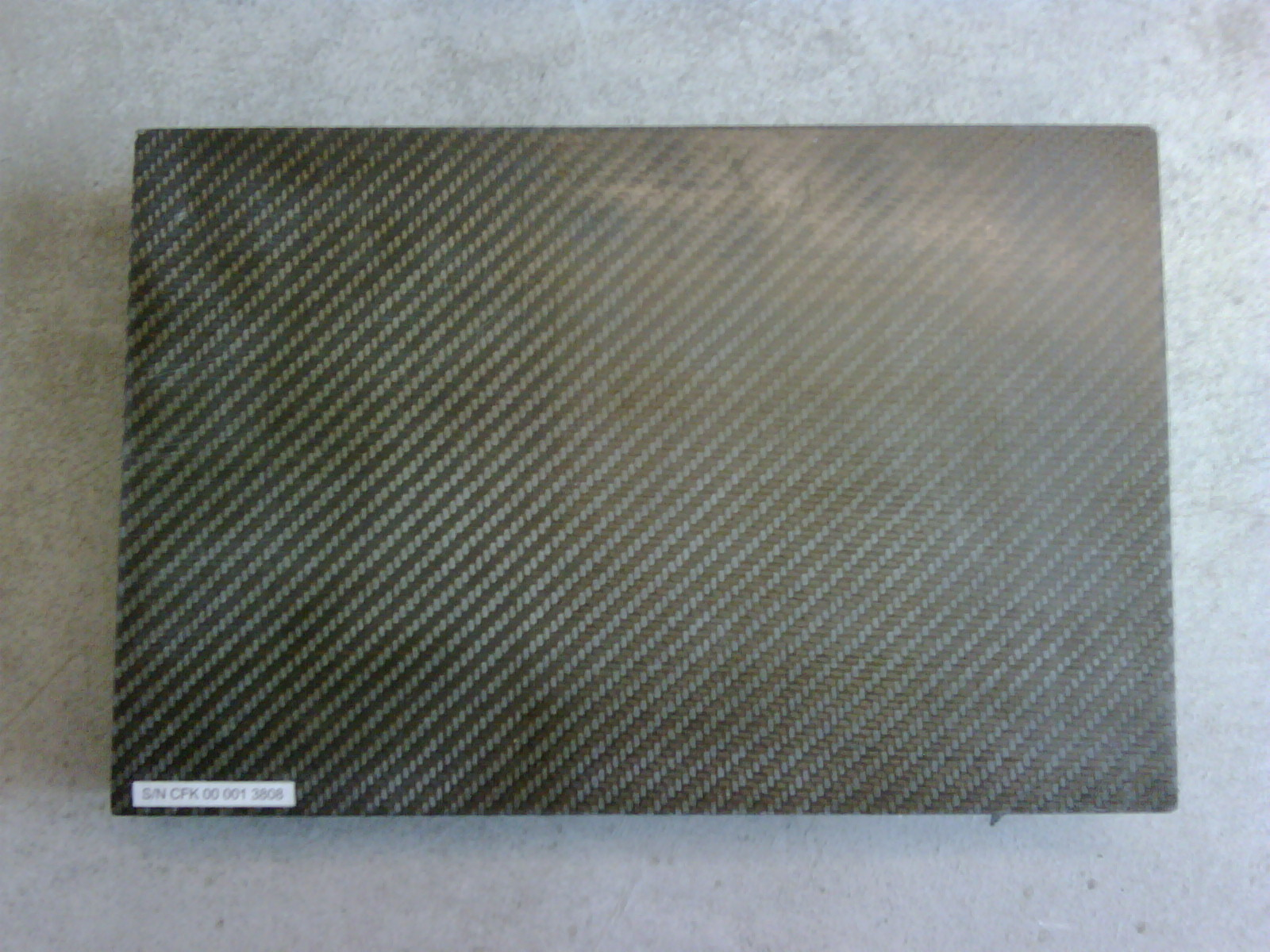
Polímer reforçat amb fibra de carboni.

El polímer reforçat amb fibra de carboni (de l'anglès Carbon fiber reinforced polymer, carbon fiber reinforced plastic o carbon fiber reinforced thermoplastic abreviat CFRP, CRP, CFRTP o sovint simplement com a carbon fiber, carbon composite o directament carbon, en català fibra de carboni, o fins i tot carboni), és un plàstic reforçat amb fibres de carboni molt fort i lleuger que conté fibres de carboni. L'ortografia "fibra" és comuna als països de la Commonwealth britànica.
Els CFRPs poden ser costosos de produir, però s'usen comunament onsevulla que calgui una alta relació de resistència a pes i rigidesa, tals com la indústria aeroespacial, automoció, enginyeria civil, articles esportius i un nombre creixent d'altres aplicacions de consum i tècniques.
El polímer d'unió és sovint una resina termoestable tal com epoxi, però s'utilitzen de vegades altres polímers termoplàstics o termoplàstics, tals com a polièster, èster vinílic o nílon. El compost pot contenir altres fibres, tals com una aramida (per exemple, Kevlar, Twaron), alumini, polietilè d'ultra alt pes molecular (UHMWPE) o fibres de vidre, així com fibra de carboni. Les propietats del producte final de CFRP també poden veure's afectades pel tipus d'additius introduïts en la matriu d'unió (la resina). L'additiu més freqüent és la sílice, però es poden usar altres additius com el cautxú i els nanotubs de carboni. El material també es coneix com a polímer reforçat amb grafit o polímer reforçat amb fibra de grafit (el GFRP és menys comú, ja que xoca amb el polímer reforçat amb fibra de vidre). En els anuncis de productes, de vegades es refereix simplement a la fibra de grafit per al curtcircuit

## Aplicacions
Les aplicacions per CFRP inclouen el següent:

### Enginyeria aeroespacial

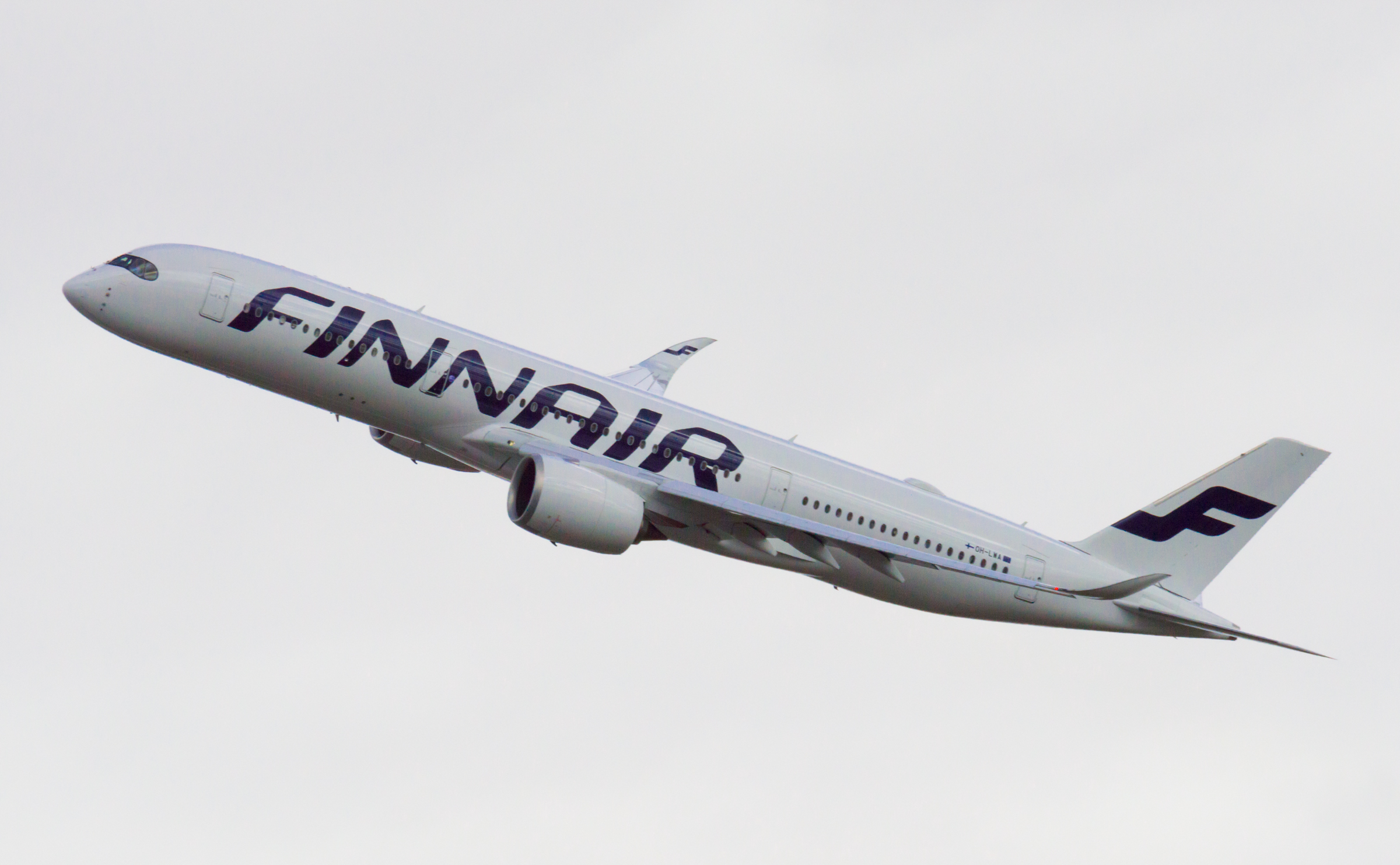
Un Airbus A350 de Finnair que utilitza 52% de materials composts.

L'Airbus A350 XWB està construït amb un 52% de CFRP, incloent les aletes d'ala i els components del fuselatge, superant al Boeing 787 Dreamliner, per a l'avió amb la major relació de pes per CFRP, que es va mantenir en el 50%. Est va ser un dels primers avions comercials a tenir els travessers d'ala fets de compostos. L'Airbus A380 va ser un dels primers avions de passatgers comercials a tenir un calaix central de CFRP; És el primer que té una secció transversal d'ala suaument contornejada en comptes de les ales que són dividides span-wise en seccions. Aquesta secció transversal contínua i fluida optimitza l'eficiència aerodinàmica. A més, la vora de sortida, juntament amb el mampar posterior, l'empenatge i el fuselatge no pressuritzat estan fets de CFRP. No obstant això, molts retards han empès dates de lliurament de comandes a causa de problemes amb la fabricació d'aquestes peces. Molts avions que utilitzen CFRP han experimentat retards amb les dates de lliurament a causa dels processos relativament nous utilitzats per fabricar components CFRP, mentre que les estructures metàl·liques han estat estudiades i usades en les cèl·lules durant anys, i els processos són relativament ben entesos. Un problema recurrent és el monitoreig de l'envelliment estructural, pel qual s'investiguen constantment nous mètodes, a causa de la inusual naturalesa multi-material i anisotròpica del CFRP.
En 1968 un conjunt de ventilador de fibra de carbó Hyfil estava en servei en els Rolls-Royce Conways dels Vickers VC10 operats per BOAC.
Els dissenyadors i fabricadors d'avions especialitzats Scaled Composites han fet un ús extensiu de CFRP en tota la seva gamma de disseny, incloent la primera nau espacial tripulada privada SpaceshipOne. CFRP és àmpliament utilitzat en micro vehicles aeris (MAV) a causa de la seva alta resistència a la relació de pes.
SpaceX està usant fibra de carboni per a tota l'estructura primària del seu nou vehicle de llançament súper pesat, l'Interplanetary Transport System, així com les dues naus espacials molt grans que seran llançades, la Nau Espacial Interplanetària i el buc cisterna STI. Aquest és un repte particular per a la gran estructura de tanc d'oxigen líquid a causa de desafiaments de disseny pel contacte dens de carboni/oxigen durant llargs períodes.
Els avions ultralleugers (veure SSDR) com l'I-Go, depenen en gran manera de CFRP per complir amb el requisit de compliment de pes de categoria de menys de 115 kg (254 lliures) sense pilot ni combustible.

### Enginyeria automotriu
CFRPs s'utilitzen àmpliament en carreres d'automòbils de gamma alta. L'alt cost de la fibra de carboni es mitiga per la relació insuperable de força-peso del material i el baix pes és essencial per a les carreres d'automòbils d'alt rendiment. Els fabricants de cotxes de carreres també han desenvolupat mètodes per donar força a les peces de fibra de carboni en una adreça determinada, fent-la forta en una adreça de càrrega, però feble en adreces on poca o cap càrrega es col·locaria en el membre. Per contra, els fabricants van desenvolupar teixits omnidireccionals de fibra de carboni que apliquen resistència en totes les adreces. Aquest tipus de conjunt de fibra de carboni és més àmpliament utilitzat en la "cèl·lula de seguretat" monocasc del xassís de muntatge d'alt rendiment de cotxes de carreres.
Molts superesportius en les últimes dècades han incorporat CFRP àmpliament en la seva fabricació, utilitzant per al seu xassís monocasc, així com altres components. Ja el 1971, el Citroën SM oferia opcionalment rodes lleugeres de fibra de carboni.
Fins fa poc, el material havia tingut un ús limitat en els automòbils produïts en sèrie a causa de les despeses involucrades en termes de materials, equips i el nombre relativament limitat de persones amb experiència a treballar amb ell. Recentment, diversos fabricants de vehicles convencionals han començat a usar CFRP en cotxes de carretera tots els dies.
L'ús del material ha estat adoptat més fàcilment per fabricants de baix volum que ho van utilitzar principalment per crear panells de carrosseria per a alguns dels seus cotxes de gamma alta a causa de la seva major resistència i pes disminuït en comparació del polímer reforçat amb vidre que van usar per al Majoria dels seus productes.
L'ús de fibra de carboni en un vehicle pot reduir apreciablement el pes i, per tant, la grandària del seu marc. Això també facilitarà la creativitat dels dissenyadors i els enginyers i permetrà més espai en la cabina per als viatgers. Una preferència per la fibra de carboni també pot reduir la quantitat d'aigua i electricitat utilitzada en la fabricació.